# Deutschland (Schiff, 1909)
Das Eisenbahnfährschiff Deutschland war ein Trajektschiff, das im Liniendienst nach Schweden eingesetzt wurde.

## Bau und Dienstbeginn
Nach dem Abschluss des Vertrages vom 15. November 1907 über die Einrichtung einer Eisenbahnfährverbindung zwischen dem Deutschen Reich und Schweden wurden von beiden Staaten zunächst je zwei Fährschiffe gebaut. Die Deutschland wurde 1908  bei der A.G. Vulcan in Stettin unter der Baunummer 292 auf Kiel gelegt und am 17. Februar 1909 getauft.
Ab 4. Juli 1909 kam sie auf deutscher Seite zusammen mit dem Schwesterschiff Preußen auf der Fährlinie Sassnitz–Trelleborg, der sogenannten „Königslinie“, zum Einsatz.

## Erster Weltkrieg
Während des Ersten Weltkrieges stellte die Kaiserliche Marine auf Grund des Fehlens von geeigneten Minenlegeschiffen sogenannte Hilfsminenleger in Dienst. Auch die beiden Fährschiffe der „Königslinie“ blieben davon nicht verschont. Im August 1914 wurden beide von der Marine übernommen und zu Hilfsminenlegern umgebaut. Die Deutschland wurde dabei mehrmals kurzfristig in der Nordsee eingesetzt, verbrachte aber den größten Teil ihres Daseins als Hilfsminenleger unter dem Kommando von Korvettenkapitän Wilfried von Loewenfeld in der Ostsee. Sie war sowohl beim Legen diverser Defensivsperren als auch an allen größeren Offensivaktionen, wie dem Vorstoß in die Rigaer Bucht im August 1915 und der Schlacht im Moon-Sund im Oktober 1917, einbezogen.  Außerdem transportierte sie in mehreren Einsätzen Lokomotiven und Eisenbahnwagen nach Libau (Lettland).

## Zwischenkriegsjahre
Nach dem Krieg musste die Deutschland nicht als Reparationsleistung abgeliefert werden, da sie nicht als Schiff, sondern als „Eisenbahntransportfahrzeug“ klassifiziert worden war, und wurde wieder als Trajektschiff eingesetzt. Dabei blieb sie am 25. Januar 1924 im Eis stecken und wurde erst nach drei Wochen wieder durch das Linienschiff Braunschweig befreit.  Am 18. Januar 1929 strandete die Deutschland bei Kullagrund östlich von Trelleborg.

## Zweiter Weltkrieg
Zu Beginn des Zweiten Weltkriegs wurde das Schiff im August 1940 von der Kriegsmarine requiriert, in Stralsund umbenannt und für das Unternehmen Seelöwe vorbereitet.  Es wurde wiederum als Hilfsminenleger ausgestattet und im September 1940 nach Le Havre verlegt. Nach einem Bombentreffer und der mit unbestimmtem Datum verschobenen Invasion Englands verzichtete man im November 1940 auf den Einsatz als Minenschiff und setzte das Schiff bis September 1944 wieder als Trajektschiff nach Schweden ein.  Die Linie Sassnitz – Trelleborg war in dieser Zeit von erheblicher militärischer Bedeutung hinsichtlich der Versorgung der deutschen Truppen in Norwegen. Am 19. Oktober 1942 wurde das Schiff durch einen Torpedotreffer des sowjetischen U-Bootes  D 2 so schwer am Heck beschädigt, dass es bei Kockums in Malmö repariert werden musste.  Ende September 1944 wurde der Fährverkehr Sassnitz – Trelleborg eingestellt.  Danach wurde die Deutschland für militärische und Flüchtlingstransporte im Ostseeraum genutzt.

## Nachkriegsjahre
In der Nachkriegszeit war das Schiff von Ende Mai 1945 bis Februar 1946 ab Trelleborg bei der Rückführung der deutschen Truppen aus Norwegen eingesetzt. Außerdem brachte es polnische Staatsbürger, die als Zwangsarbeiter in Deutschland gewesen waren, von Lübeck nach Gdynia.
Im März 1946 wurde die Deutschland als Reparationsleistung in Lübeck an die Sowjetunion übergeben, die das Schiff in Orion umbenannte. 1948 wurde es in Aniva (Анива) umbenannt und in den Fernen Osten überführt, wo es 1963 abgewrackt wurde.